# An Rinn
An Rinn o Rinn Ó gCuanach (en anglès Ring) és una àrea d'Irlanda, a la Gaeltacht del comtat de Waterford, a la província de Munster. Es troba en una península unes set milles al sud de Dungarvan. El principal assentament és la vila de Ringville, que es troba a la townland de Baile na nGall (Ballynagaul).
Es tracta d'una àrea de ràpid creixement que compta amb tres escoles, dues escoles primàries (incloses la gaelscoil Coláiste na Rinne) i una secundària, restaurants, pubs i altres negocis. També hi ha dos molls de pesca (Baile na nGall and Helvick), dues platges (Coinigéar and Baile na nGall) i una ancorada a Helvick.
El nom oficial de la zona és An Rinn. Tant An Rinn com Ring es trobaven senyalitzades fins al 2005, quan la forma anglicitzada deixà de ser oficial i només hi ha senyals en irlandès.

## Coláiste na Rinne
Coláiste na Rinne és la gaelscoil d'An Rinne. És un destí popular com a escola d'estiu que ofereix cursos d'irlandès per a estudiants de primària i secundària.